# L'Adorable Femme des neiges
L'Adorable Femme des neiges est un téléfilm français réalisé par Jean-Marc Vervoort en 2003.

## Synopsis
Le corps congelé d'une jeune femme est découvert, par hasard, dans un glacier des Alpes. Il s'agit de Lucie Saint-Pierre, disparue dans un accident d'avion en 1919, à l'âge de vingt-sept ans. Elle est parfaitement conservée et... vivante ! Mandaté par le ministère de l'Intérieur, le professeur Mesnard se charge de la réanimer après l'avoir « décongelée ». Mais le cœur de cette « jeune » femme, née cent onze ans plus tôt, est fragile. Mesnard, qui convoite le prix Nobel et espère l'obtenir en étudiant Lucie, décide de la ménager à tout prix. Afin de lui éviter un réveil trop brutal, il préconise de la transporter au château de Bonan, le domaine des Saint-Pierre, auxquels Lucie est apparentée. Ces nobliaux désargentés lui réservent un accueil mitigé, car elle est désormais l'héritière directe du domaine. Mais chacun s'affaire à recréer le décor que Lucie a quitté, voilà plus de quatre-vingts ans, avant de disparaître.
Ce téléfilm est un remake d'Hibernatus avec Louis de Funès.

## Fiche technique
- Durée : 89 minutes

## Distribution
- Florence Pernel : Lucie
- Pierre Cassignard : François Marquand
- Fabienne Mai : Laure
- Serge Noël : le Pr Mesnard
- Tsilla Chelton : Félicie
- Pascale Roberts : Solange
- Jean O'Cottrell : Charles
- Fabienne Tricottet : Marie Amélie
- Urbain Cancelier : Adrien
- Aurélien Ringelheim : Nicolas
- Jean-Luc Couchard : Gérard
- Alexandre Von Sivers : Maître Bastard
- François Joinville : le rédacteur en chef
- Charline Vervoort : Constance
- Lenka Fox : Ludivine